# Новопольова вулиця (Київ)
Новопольова́ ву́лиця — вулиця в Солом'янському районі міста Києва, місцевості Новокараваєві дачі і Пост-Волинський. Пролягає від вулиці Івана Піддубного до Пост-Волинської вулиці.
Прилучаються Автогенний провулок, вулиці Чернишевського, Героїв Севастополя, Попільнянська, Олекси Гірника, Миколи Шепелєва, Олега Афанаса.

## Історія
Вулиця виникла в 40-ві роки XX століття під назвою 67-ма Нова. Сучасна назва — з 1944 року. У 1944–1958 роках до неї входила також теперішня Польова вулиця.